# Ar-Ra'd
Ar-Ra'd (arabe : ٱلرَّعْدِ, français : Le Tonnerre) est le nom traditionnellement donné à la 13e sourate du Coran, le livre sacré de l'islam. Elle comporte 43 versets. Rédigée en arabe comme l'ensemble de l'œuvre religieuse, elle fut proclamée, selon la tradition musulmane, durant la période médinoise.

## Origine du nom
Bien que le titre ne fasse pas directement partie du texte coranique, la tradition musulmane a donné comme nom à cette sourate Le Tonnerre, en rapport avec une phrase du verset 13 : « Le tonnerre louange sa désirance ».

## Historique
Il n'existe à ce jour pas de sources ou documents historiques permettant de s'assurer de l'ordre chronologique des sourates du Coran. Néanmoins selon une chronologie musulmane attribuée à Ǧaʿfar al-Ṣādiq (VIIIe siècle) et largement diffusée en 1924 sous l’autorité d’al-Azhar,, cette sourate occupe la 96e place. Elle aurait été proclamée pendant la période médinoise, c'est-à-dire schématiquement durant la seconde partie de la vie de Mahomet, après avoir quitté La Mecque. Contestée dès le XIXe par des recherches universitaires, cette chronologie a été revue par Nöldeke,, pour qui cette sourate est la 90e.
Bell considère que cette sourate est essentiellement composée d’éléments édités ensemble. La sourate contient, en effet, des rimes différentes, ce qui pourrait suggérer l’abandon d’une tentative ultérieure d’imposer une rime.

## Interprétations

### Verset 1-17: La grandeur de la création et la résurrection
Cette sourate commence par des lettres dites déconnectées dites muqaṭṭaʾāt. Al-Ṭabarī cite plusieurs hypothèses quant à leur présence. Divers auteurs, religieux et scientifiques, ont fait d'autres hypothèses. Pour Luxenberg, ces lettres sont des abréviations en usage dans la liturgie syriaque [Source ?]. Pour lui, les lettres alif, lā, mīm et rāʾsont une abréviation de emar lī Māryā rabbā [Comment ?], c'est-à-dire "Le tout puissant Seigneur m'a parlé".
Le verset 5 est un exemple de « contre-discours coranique », habitude du Coran à citer les discours qui le contredisent. Ce contre-discours se retrouve dans le Talmud  [Où? Reference ?]. Pour Dye, ce passage « se situe dans le droit fil de l’apologétique chrétienne, notamment l’homilétique syriaque » [Source ? ]en donnant les arguments aux questions le contredisant. Pour Pregill, il pourrait s'inscrire dans un contexte de réponse au manichéisme et au zoroastrisme arrivant en Arabie[Speculation ?]. Pour Reynolds, cette sourate peut être une réponse au christianisme [Source ?]. L'insistance de ce texte est moins sur la reconnaissance de Dieu que sur celle d'Allah, qui doit être ici compris comme un nom propre. Le V.15 pourrait être une réponse à l'Épître aux Philippiens,.
La description cosmologique du début de la sourate correspond à celle présente dans les mentalités de l’Antiquité tardive et présente, par exemple, dans des textes syriaques [Quels textes ?]. Un lien peut aussi être fait avec le livre d’Isaïe [Passage ?]. Cet écho se retrouve dans les polémiques consacrée à la Résurrection dans les versets suivants. Pour Pregill, le mode d'énonciation de ce passage se rapproche de celui des Psaumes [Source ?].
Pour Younes, le verset 2 est, dans sa traduction traditionnelle, mal traduit. De même, cette sourate contient des hapax difficilement traduisibles.

### Versets 27-43
Pour Grodzki, la mention du mouvement des montagnes est une erreur de compréhension. Le sens est plutôt celui de la destruction des montagnes.
Pour Madigan, le terme umm al-kitāb, souvent traduit par « mère du Livre », est plus complexe qu'il semble au premier abord. Pickthall le traduit par « source des ordonnances » / « source des décrets ».
Ces versets présentent les punitions divines qui touchent ceux qui ne suivent pas les prophètes. Le verset 36 déclare que les "gens du Livre" supporteront le message de Mahomet. Certains y voient une évocation de l'accueil de Mahomet par la communauté juive et chrétienne de la Mecque. Pour Marshall, ce passage évoque le comportement que le Coran espère pour les chrétiens et les juifs.

Texte de la sourate (Coran datant de 1874)
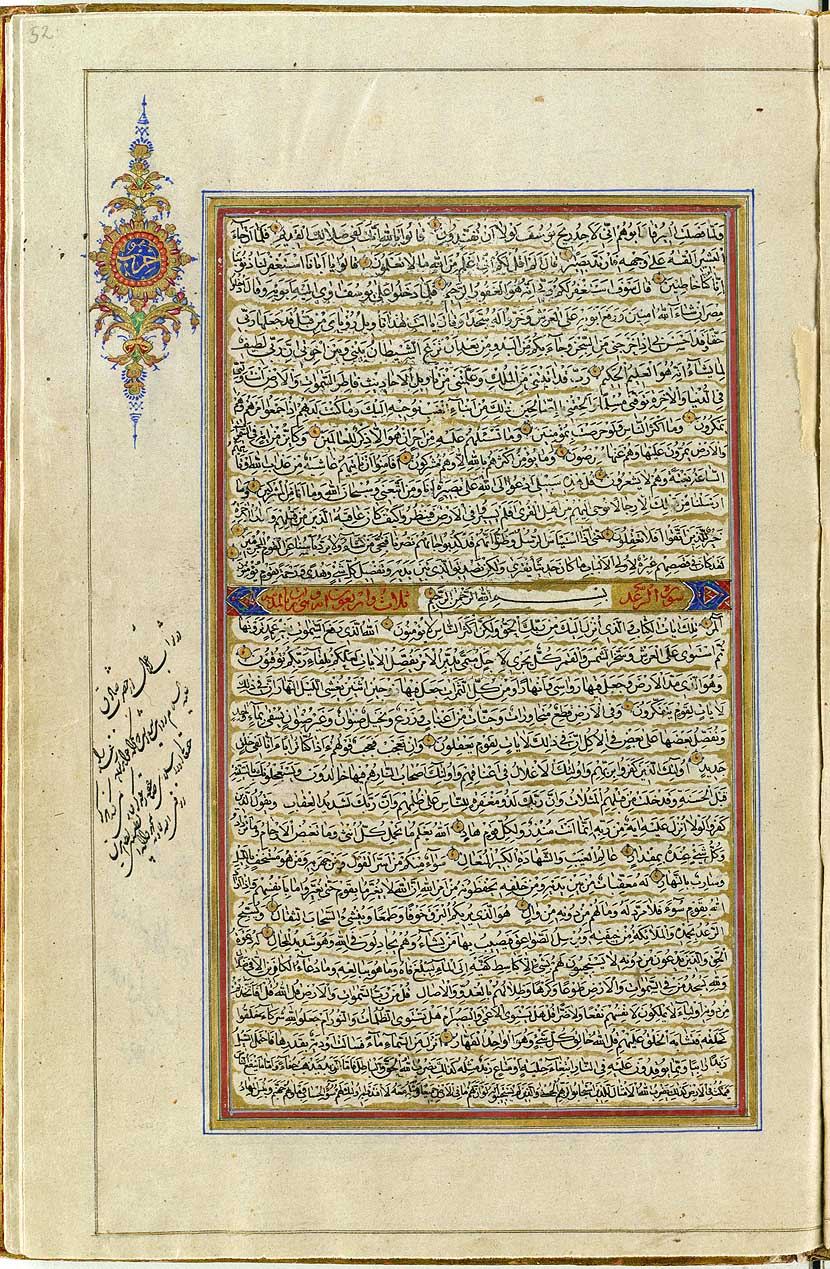
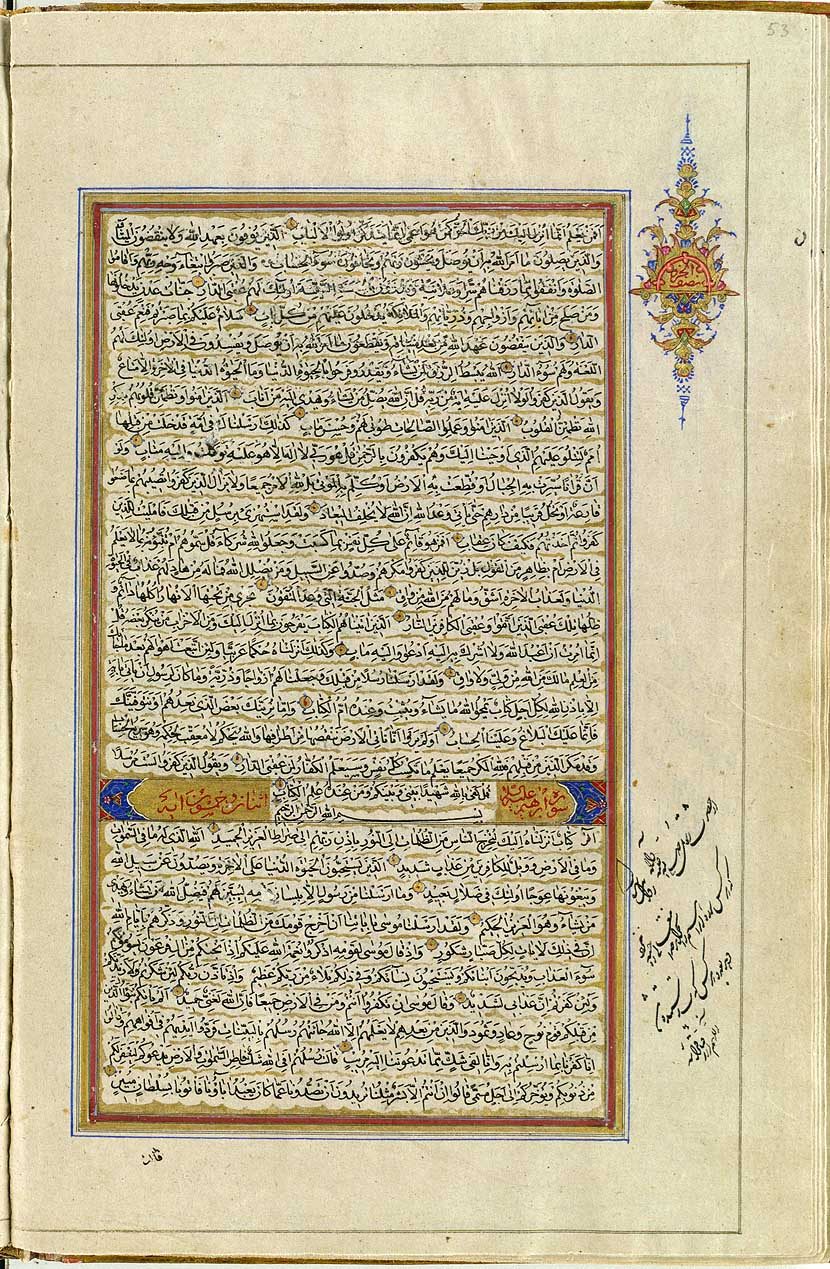